# Xã Point, Quận Northumberland, Pennsylvania
Xã Point (tiếng Anh: Point Township) là một xã thuộc quận Northumberland, tiểu bang Pennsylvania, Hoa Kỳ. Năm 2010, dân số của xã này là 3.685 người.